# Thomas Bærentzen
Thomas Vilhelm Bærentzen, född 6 april 1869 i Köpenhamn, död 23 april 1936 i Frederiksberg, var en dansk skulptör.
Thomas Bærentzen var son till kaptenen och marinkommendören Alexander Christian Riber Bærentzen och Anna Magnussen samt barnbarn till litografen Emilius Bærentzen. Han tog studentexamen 1887 och examen philosophicum från Köpenhamns universitet året därpå. Han hade också fått undervisning i teckning på Fr. Hammeleffs Atelier, där han också arbetade 1888-1891, och blev genom C. N. Overgaard antagen till Kunstakademiet i Köpenhamn 1887. Han lämnade skolan 1889 och blev elev till den dansk-norska bildhuggaren Stephan Sinding, som tog med honom på resor till Paris (1890-1891) och Rom (1893-1894). I samband med att han mottog Akademiets Stipendier 1902 företog han flera resor till Italien, där han var ordförande i Skandinaviska föreningen i Rom (1903-1904) samt till Turkiet och Grekland (1911) efter att ha mottagit Anckerska legatet, Spanien (1919-1920) och Nordafrika. Han bodde sedan i Italien 1920-1925. Han var gift med författaren Emma Bærentzen (född Zoffmann) 1913-1917.
Bærentzens verk sträcker sig över figurkonst (Skovstemning 1890, Diogenes 1907, Den fromme Mand 1909 samt En Olympier och En gammel Kone, som gaar i Barndom 1916) och dekorativa arbeten, särskilt till kyrkor. Han har bidragit med byggnadsskulpturer till Kristkyrkan, Nazarethkyrkan, Lucaskyrkan och Andreaskyrkan i Köpenhamn samt till Ansgarkyrkan i Odense. Han står också bakom rekonstruktionen av fontänen på Kronborg tillsammans med Carl Brummer (1899), samt ljuskronorna till Riddarsalen och Valdemarssalen på Frederiksborg. Tillsammans med Brummer har han också uppfört Kjeldahls Monument på Carlsberg och Prinsessan Maries sarkofag. Han var också intresserad av konsthantverk och var sekreterare i Selskabet for Dekorativ Kunst (1905-1910). Han deltog i flera utställningar i Paris, Rom och Malmö.